# Ki Sarmidi Mangunsarkoro
Ki Sarmidi Mangunsarkoro (23 mai 1904 - 8 juin 1957) est un Héros national d'Indonésie.
Il est ministre de l'Éducation et de la Culture de 1949 à 1950.